# Escuela Libre de Música
La Escuela Libre de Música José F. Vásquez es una institución educativa mexicana dedicada a la formación de músicos profesionales. Fue fundada en el año de 1920, siendo una de las escuelas de música en México con más tiempo en funcionamiento (102 años). Actualmente tiene su sede en la colonia Roma del Distrito Federal.

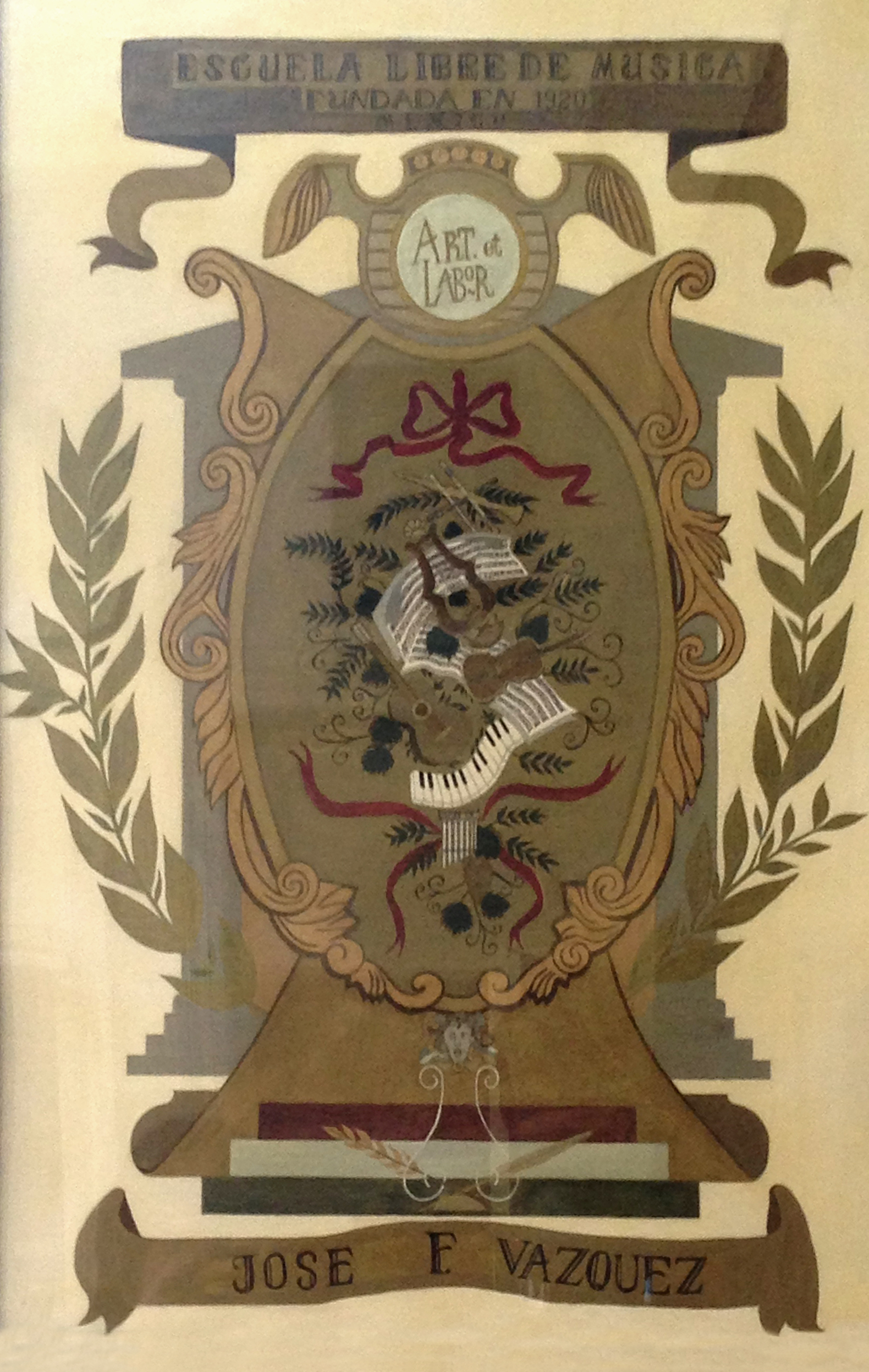
Escudo de la Escuela Libre de Música. Pintado a mano sobre tela.

## Historia
La Escuela Libre de Música es fundada por José F. Vásquez a los 24 años de edad, diseñando él mismo, primero el organigrama y el programa de estudios, y contando con el apoyo de viejos amigos, de manera que en el directorio original aparecen, Antonio Caso, presidente; Julián Carrillo, director, y Fernando Orozco y Berra, tesorero, como puestos honoríficos, y José F. Vásquez como secretario, aunque como director actuante de toda la organización.
En el primer cuerpo docente figuran: Antonio Gomezanda, Manuel M. Bermejo, Pedro Valdés Fraga, Elisa Baraldi de Sieni, Clara Elena Sánchez, Luis G. Zayas, Fernando Burgos, Guillermina Lozano, María Caso, Dolores León, Pedro Zabalza C., Jesús Galindo y Villa y los hermanos Manrique....
Organigrama original: 
- Presidente: Antonio Caso, filósofo y musicólogo.
- Director: Julián Carrillo, músico.
- Secretario: José Francisco Vásquez Cano, músico.
- Tesorero: Fernando Orozco y Berra, declamador y actor teatral.
- Elisa Baraldi de Siene y Clara Elena Sánchez, canto superior.
- Pedro Valdés Fraga, violín.
- Luis Zayas y Fernando Burgos, chelistas (auxiliados por los hermanos Manrique, maestros preparadores).
- Antonio Gomezanda, Pedro Zabalza C., Manuel H. Bermejo y Dolores León, pianistas.
- Guillermina Lozano, arpista.
- María Caso, maestro del idioma francés.
- Jesús Galindo y Villa, maestro de lenguaje y literatura.

## Oferta educativa
La escuela ha implantado un programa musical europeo con adaptaciones a la realidad musical contemporánea de las metodologías nacionales, extranjeras. Dentro de sus planes de estudio, ofrece las siguientes carreras:

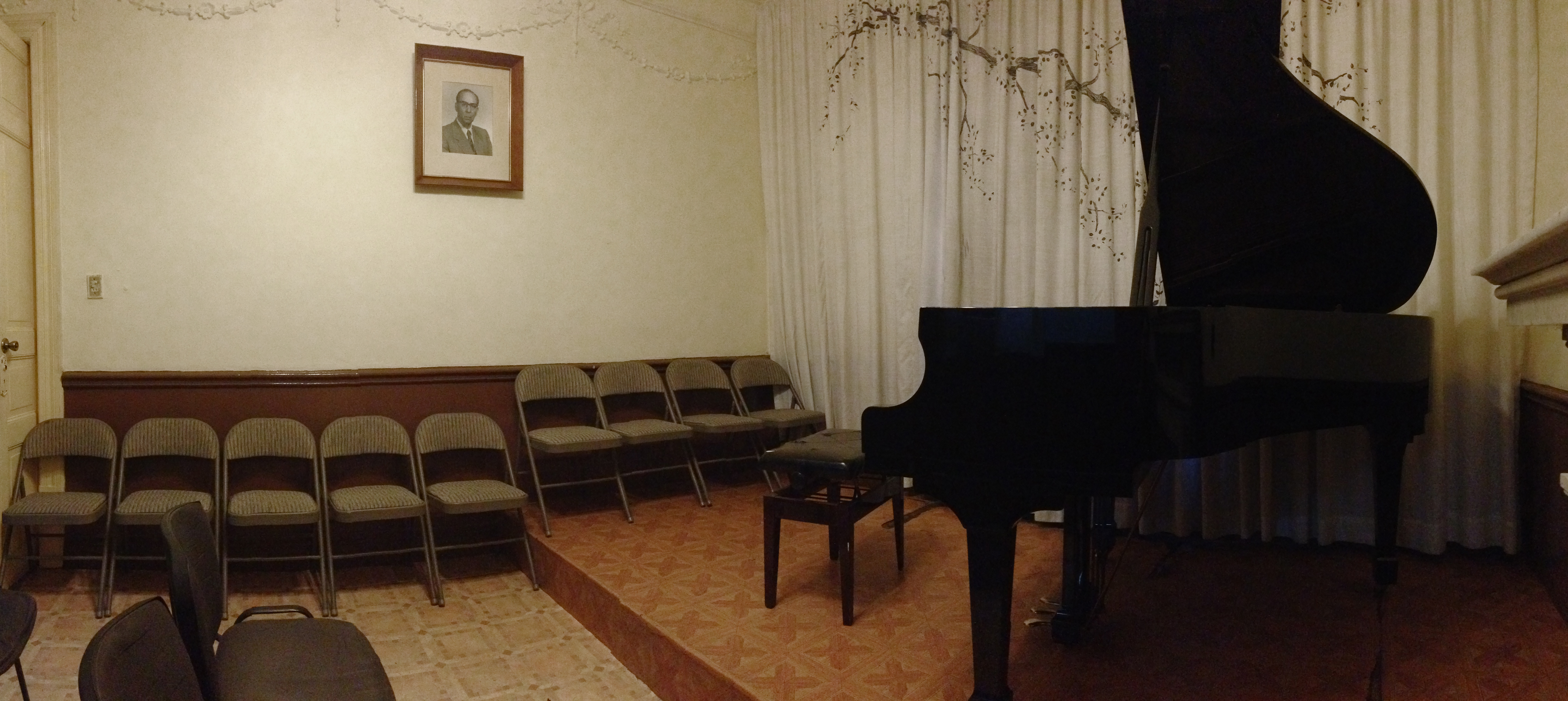
Salón de la Escuela Libre de Música, con un piano "Beethoven" al centro.

- Bajo eléctrico.
- Batería.
- Canto operístico.
- Canto popular.
- Contrabajo.
- Clarinete.
- Flauta traversa.
- Guitarra acústica.
- Guitarra eléctrica.
- Órgano.
- Percusiones.
- Piano.
- Saxofón.
- Trombón.
- Trompeta.
- Viola.
- Violín.
- Violonchelo.

## Alumnos distinguidos
Algunos de los alumnos más destacados han sido:
Compositores
- Presbítero Emilio Farfán, autor de una misa dedicada a su Santidad Pio XI que mereció la aprobación del Colegio Latino Americano de Roma en el Año de 1939.
- Carlos Pérez Márquez, obtuvo el primer premio de composición convocado por la Facultad de Música de la Universidad.
- Pablo Moncayo, que terminó sus estudios en el Conservatorio Nacional de Música.
- Humberto Lara.
- Juan F. Mora.
- Juan León Mariscal.
- Abel, Armando, Ernesto y Alberto Domínguez.
- Waldo Orozco.
- María Luisa Jiménez.
- Consuelo Arellana de Arias.
- Josefina y Adela González.
- Sara Caso.

Declamación
- Adela Formoso de Obregón Santacilia, Directora fundadora de la Universidad Femenina de México.

Alumnos extranjeros
- Leónidas Rodríguez, Director del Conservatorio de Tegucigalpa, Honduras.
- Alejandro Muñoz, profesor de Composición del Conservatorio de la República de El Salvador.
- Humberto Pacas, director de la Banda de Santa Ana de la República de El Salvador.
- Gonzalo Vargas Acevedo, pianista colombiano.
- Roberto Pérez Vásquez y otros integrantes de los violines Villa-Fontana.

## Maestros destacados
Profesores que por su gran calidad han aportado su conocimiento y experiencia de manera distinguida:
- Ana María Charles, pianista mexicana.
- Julián Carrillo.
- Antonio Gomezanda, que enarboló muy alto el pendón patrio en Europa y fue maestro de Teresa Rodríguez.
- Manuel H. Bermejo, laureado poeta.
- Adalberto García de Mendoza.
- Jesús Galindo y Villa.
- María Bonilla, maestra de canto "Liederista".
- Irma González, maestra de canto.
- Lamberto Castañares.
- Néstor Mesta Chaires, tenor.

## Presidentes honorarios
Los presidentes honorarios de la Escuela Libre de Música fueron el filósofo Antonio Caso y el diplomático Félix F. Palavicini. 

## Directores
Los directores se presentan en orden cronológico ascendente: 
- Julián Carrillo.
- José Francisco Vásquez Cano.
- Enedina Vásquez Cano.
- Sara Caso Álvarez.

En la actualidad funge como administradora la maestra María del Rocío Martínez Ortiz y en la Dirección el maestro José Martínez González.